# Jacques-François Villiers
Jacques-François de Villiers (* 1727  in Saint-Maixent, Département Sarthe, Region Pays de la Loire; † 1794) war ein französischer Arzt, Übersetzer und Enzyklopädist.

## Leben
Er praktiziert als Feldarzt in den Armeen des Königs Ludwig XV. von Frankreich während des Siebenjährigen Krieges in Deutschland. De Villiers wurde der Titel des docteur-régent an der alten Fakultät für Medizin in Paris (Faculté de médecine de Paris) verliehen. Später praktizierte er in Pont-à-Mousson und an der École royale vétérinaire in Alfort.
Er schrieb etliche Artikel in der Encyclopédie ou Dictionnaire raisonné des sciences, des arts et des métiers, von denen der längste Artikel den Titel Fourneau („Ofen“) trug. Er arbeitete auch als Übersetzer für das Journal de médecine und übersetzte sowie redigierte mehrere medizinische Werke.

## Werke
- Méthode pour rappeler les noyés à la vie, recueillie des meilleurs auteurs (1771)
- Manuel secret et analyse des remède de MM. Sutton pour l’inoculation de la petite vérole (1774)
- La Médecine pratique de Londres, ouvrage dans lequel on a exposé la définition et les symptômes des maladies, avec la méthode actuelle de les guérir. (in englischer Übersetzung The London practice of physic, wherein the definition and symptoms of diseases, with the present methode of cure are clearly laid down, 1778)
- Aphorismes de chirurgie de Hermann Boerhaave (7 vol., 1753–1765)
- Éléments de docimastique, ou De l’art des essais de Johann Andreas Cramer (4 vol., 1755)
- Instituts de chymie de Jacob Reinbold Spielmann (2 vol., 1770)